# William Ricciardi
Pour les articles homonymes, voir Ricciardi.
Guglielmo William Ricciardi, né le 12 juillet 1871 à Sorrente (Campanie) et mort le 16 février 1961 à Naples (Campanie), est un acteur italien.

## Biographie
Ayant faire carrière aux États-Unis sous le prénom américanisé de William, il débute au théâtre et joue notamment à Broadway (New York) entre 1907 et 1932, d'abord dans la comédie musicale The Time, the Place and the Girl (1907-1908), puis dans neuf pièces, dont Le Roi de Gaston Arman de Caillavet, Robert de Flers et Emmanuel Arène (1917-1918, avec William Powell), Mister Malatesta (1923, dont il est l'auteur et tient le rôle-titre) et Strictly Dishonorable (en) de Preston Sturges (1929-1931, avec Tullio Carminati et Louis Jean Heydt).
Au cinéma, il contribue à vingt films américains entre 1922 et 1937, dont Les Loups de Montmartre de Sidney Olcott (1924, avec Gloria Swanson et Edmund Burns), Strictly Dishonorable (en) de John M. Stahl (adaptation de la pièce éponyme précitée, son premier film parlant, 1931, avec Paul Lukas et Sidney Fox), Comme tu me veux de George Fitzmaurice (1932, avec Greta Garbo et Melvyn Douglas), San Francisco de W. S. Van Dyke (1936, avec Clark Gable et Jeanette MacDonald) et Anthony Adverse de Mervyn LeRoy (1936, avec Fredric March et Olivia de Havilland).
Retiré ensuite dans sa Campanie natale, il meurt à Naples en 1961, à 89 ans.

## Théâtre à Broadway (intégrale)
(pièces, comme acteur, sauf mention contraire ou complémentaire)
- 1907-1908 : The Time, the Place and the Girl, comédie musicale, musique, lyrics et livret de Will M. Hough, Frank Adams et Joseph E. Howard : Pietro
- 1908 : The Offenders d'Elmer Blaney Harris : Bianco
- 1915-1916 : The Great Lover de Leo Ditrichstein, Fanny et Frederic Hatton : Maestro Cereale
- 1917-1918 : Le Roi (The King) de Gaston Arman de Caillavet, Robert de Flers et Emmanuel Arène
- 1918 : The Matinee Hero de Leo Ditrichstein et A. E. Thomas
- 1923 : Mister Malatesta : Joe Malatesta (+ auteur)
- 1926 : Money Business d'Oscar M. Carter : Igor
- 1926 : Treat 'em Rough de Fanny et Frederic Hatton, mise en scène d'Alan Dinehart : Tomasso Salvatore
- 1928 : The Big Fight de Milton Herbert Gropper et Max Marcin, mise en scène de David Belasco : Berrelli
- 1929-1931 : Strictly Dishonorable (en) de Preston Sturges : Tomasso Antiovi
- 1932 : The Great Lover de Leo Ditrichstein, Fanny et Frederic Hatton (reprise) : Maestro Cereale

## Filmographie partielle
- 1923 : La Ville éternelle (The Eternal City) de George Fitzmaurice : le commissaire-priseur
- 1924 : Les Loups de Montmartre (The Humming Bird) de Sidney Olcott : Papa Jacques
- 1925 : Cœur de sirène (en) (The Heart of a Siren) de Phil Rosen : l'oncle Emilio
- 1931 : Strictly Dishonorable (en) de John M. Stahl : Tomasso Antiovi[1]
- 1932 : Crooner de Lloyd Bacon : le serveur en chef Antoine
- 1932 : Comme tu me veux (As You Desire Me) de George Fitzmaurice : Pietro
- 1932 : Le Harpon rouge (Tiger Shark) d'Howard Hawks : Manuel Silva
- 1932 : Fils de Russie (Scarlet Dawn) de William Dieterle : le chef cuisinier
- 1935 : Le Goujat (The Scoundrel) de Ben Hecht et Charles MacArthur : Luigi
- 1936 : Sous deux drapeaux (Under Two Flags) de Frank Lloyd : le père de Cigarette
- 1936 : San Francisco de W. S. Van Dyke : Signor Baldini
- 1936 : Anthony Adverse de Mervyn LeRoy : le cocher à Leghorn
- 1937 : Man of the People d'Edwin L. Marin : Pop Rossetti

## Note et référence
1. ↑  Ce rôle est repris par Sandro Giglio dans le remake de 1951 sous le même titre original (titre français : Proprement scandaleux).